# 燎原水库
燎原水库是中国黑龙江省绥化市海伦市境内的一座水库，引通肯河水，建于1975年。水库正常库容为500万立方米，集雨面积为101平方千米，海拔为192.9米。